# Dora Vasconcelos

Dora Vasconcelos in 1958

Dora Alencar Vasconcelos (Rio de Janeiro, 1910 - Port of Spain, 25 april 1973) was een Braziliaanse dichteres en consul-generaal.
In de jaren 30 liet zij een interesse zien in literatuur en vreemde talen. Beide combinerend ging zij werken voor het ministerie van Buitenlandse Zaken. In 1940 woonde ze een vergadering bij van de Organisatie van Amerikaanse Staten in Havana. In 1951 woonde ze een congres bij van Latijns-Amerika; in 1952 gevolgd door een internationale vrouwenconferentie te Rio. Dan ook woont ze een vergadering bij van de Verenigde Naties in New York. Aldaar was zijn ook penningmeesteres van het Instituut voor Braziliaanse Studies aan de Universiteit van New York.
Zij vertegenwoordigde vanaf 1952 tot 1964 Brazilië in New York alwaar zij ook de bossanova promootte. Vervolgens deed zij hetzelfde in Canada, maar dan van 1966 tot 1969. Later vertrok zij naar Trinidad en Tobago, alwaar zij overleed aan een hartinfarct.
Zij was sinds 1952 bevriend met Heitor Villa-Lobos en leverde hem een aantal teksten voor zijn symfonisch gedicht A floresta do Amazonas. Vasconcelos’ gedichten daaruit begonnen na 1959 een eigen leven te leiden. Haar wellicht bekendste teksten zijn Melodia sentimental en Canção do amor.
Zij was gehuwd met José da Cruz Cordeiro (jr). Deze man zou met Dora’s broer Sergio Alencar Vasconcelos een belangrijke rol spelen bij de Braziliaanse radio. José en Dora kregen één kind, José Roberto Cordeiro. Ze trad op als getuige bij het huwelijk van Clarice Lispector met Maury Gurgal Valente.
In São Paulo is de Rua Embaixador Dora de Vasconcelos naar haar genoemd.

## Publicaties
- 1952: Palavra Sem Eco
- 1958: Surdina do contemplado
- 1963: O Grande Caminho do Branco

- CiNii: DA12165416
- International Standard Name Identifier: 0000 0000 8136 5570
- Library of Congress Control Number: n83800252
- MusicBrainz: a633071c-65df-4006-9d29-578ecb70a507
- Nationale Bibliotheek van Israël: 987007413684105171
- Nederlandse Thesaurus van Auteursnamen: 073647195
- Virtual International Authority File: 57014621
- WorldCat: E39PBJjxrcDYrvgbyB4F6w3vpP